# Graceanna Lewis

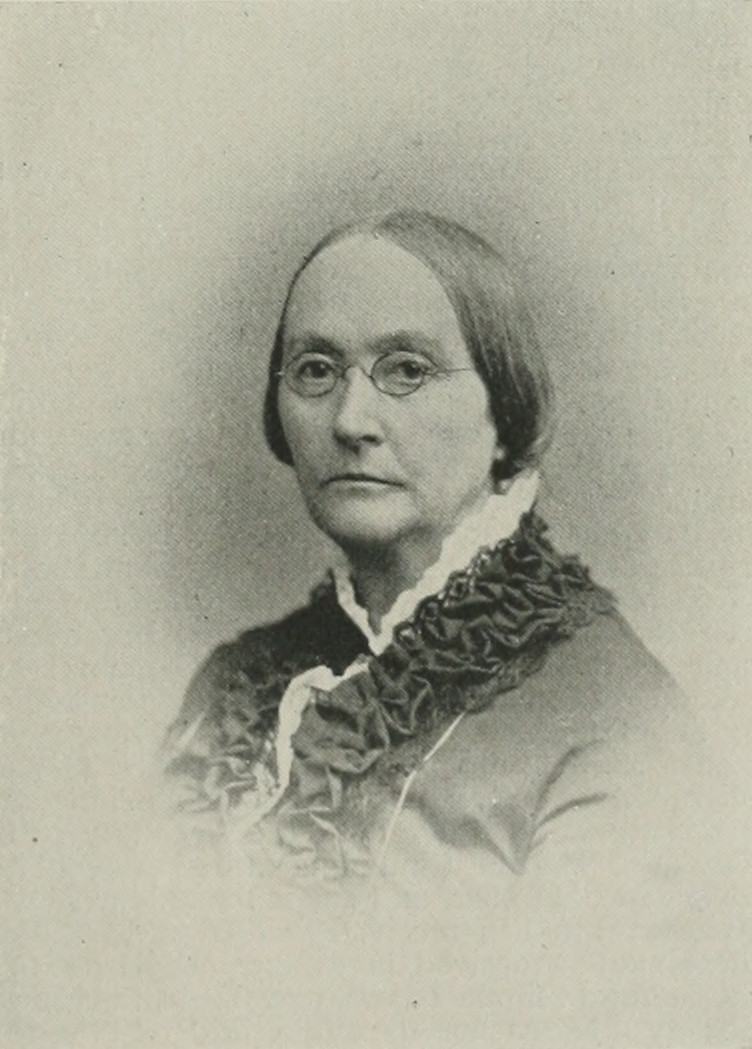
Graceanna Lewis

Graceanna Lewis (* 3. August 1821 in Chester County (Pennsylvania), USA; † 25. Februar 1912 in Media (Pennsylvania), USA) war eine US-amerikanische Naturforscherin, Ornithologin, Illustratorin und Abolitionistin.

## Leben und Werk
Lewis war eines von fünf Kindern einer abolitionistischen Quäkerfamilie. Ihre Mutter Esther Fusel Lewis und ihr Vater John Lewis waren bekannte Anführer der Abolitionisten und das elterliche Haus war eine Station der Underground Railroad, eines Netzwerks aus sicheren Häusern und Geheimrouten, die von entflohenen Sklaven auf ihrem Weg in die Freiheit nach Kanada genutzt wurden.
Als Mitglied der Religiösen Gesellschaft erhielt Lewis für eine Frau ihrer Zeit eine außergewöhnliche Ausbildung, da die Quäkergemeinschaft keinen Unterschied zwischen der Bildung von Mädchen und Jungen machte. Sie wurde an der Kimberton Boarding School for Girls ausgebildet, wo sie von der Botanikerin und Reformerin Abigail Kimber unterrichtet wurde.

## Studium der Ornithologie

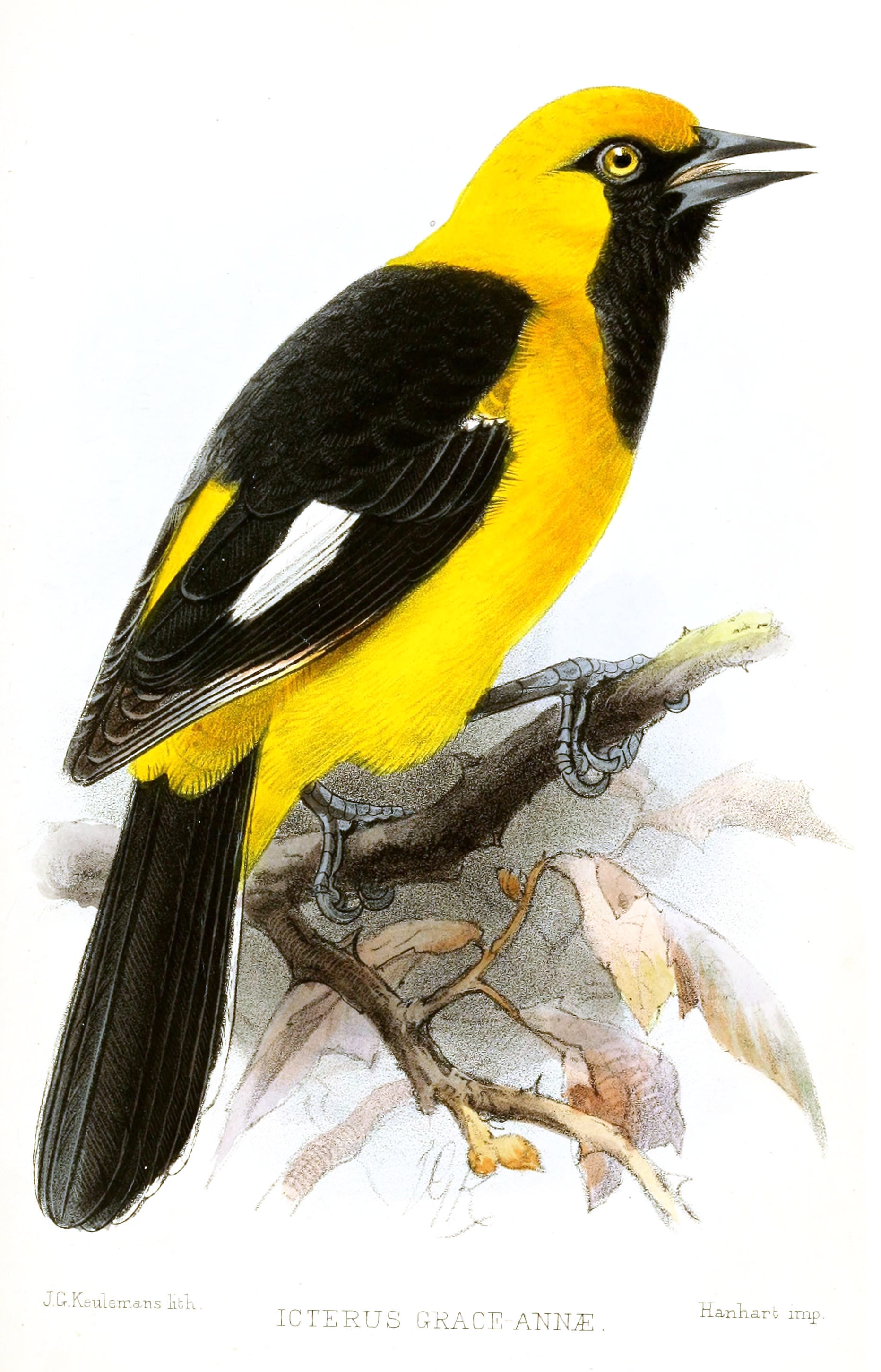
Der Weißschwingentrupial wurde Graceanna zu Ehren Icterus graceannae genannt

In den 1850er Jahren zog Lewis nach Philadelphia, wo sie die Bibliothekssammlungen der nahe gelegenen Akademie der Naturwissenschaften nutzen konnte. 1862 traf sie dort John Cassin, einen Ornithologen und Kurator für Vögel an der Akademie, der mit Spencer Fullerton Baird am Smithsonian Institution in Washington, D.C. The Birds of North America (1860) geschrieben hatte. Sie studierte bei Cassin an der Philadelphia Academy of Natural Sciences, woraufhin sie 1868 den ersten Band ihrer Natural History of Birds schrieb. Darüber hinaus richtete Lewis ihre Tätigkeit auf Schutz- und Erhaltungsfragen, wie in ihrem Artikel The Lyre Bird  (1870), in dem sie die Verwendung von Federn in Damenhüten anprangerte. Mit Cassins Hilfe konnte Lewis sogar eine neue Art identifizieren: den Einfarbstärling (Agelasticus [damals Agelaius] cyanopus), eine in Südamerika beheimatete Art der Stärlinge. Cassin ehrte sie 1867 mit der Benennung von Icterus graceannae, dem Weißschwingentrupial.
Lewis bewarb sich auf zahlreiche wissenschaftliche Stellen vergeblich, da sie keine entsprechende Ausbildung besaß und weiblich war. Zweimal bewarb sie sich um eine freie Professur für Naturgeschichte am Vassar College und beide Male wurden männliche Bewerber bevorzugt. Lewis unterrichtete daher an Vorbereitungsschulen, von 1870 bis 1871 an der Friends’ School in Philadelphia und von 1883 bis 1885 an der Foster School for Girls in Clifton Springs, New York.
Sie hielt Vorträge vor einem Publikum von Amateur-Naturbegeisterten und Frauenclubs über ihre Studien über Vögel und größere biologische Theorien. 1875 musste sie wegen der finanziellen Notlage die Familienfarm verkaufen, und ihre Position verbesserte sich erst 1881, als ein Familienmitglied ihr ein Stipendium von 20 USD pro Woche zum Leben geben konnte.

## Tätigkeit als Illustratorin

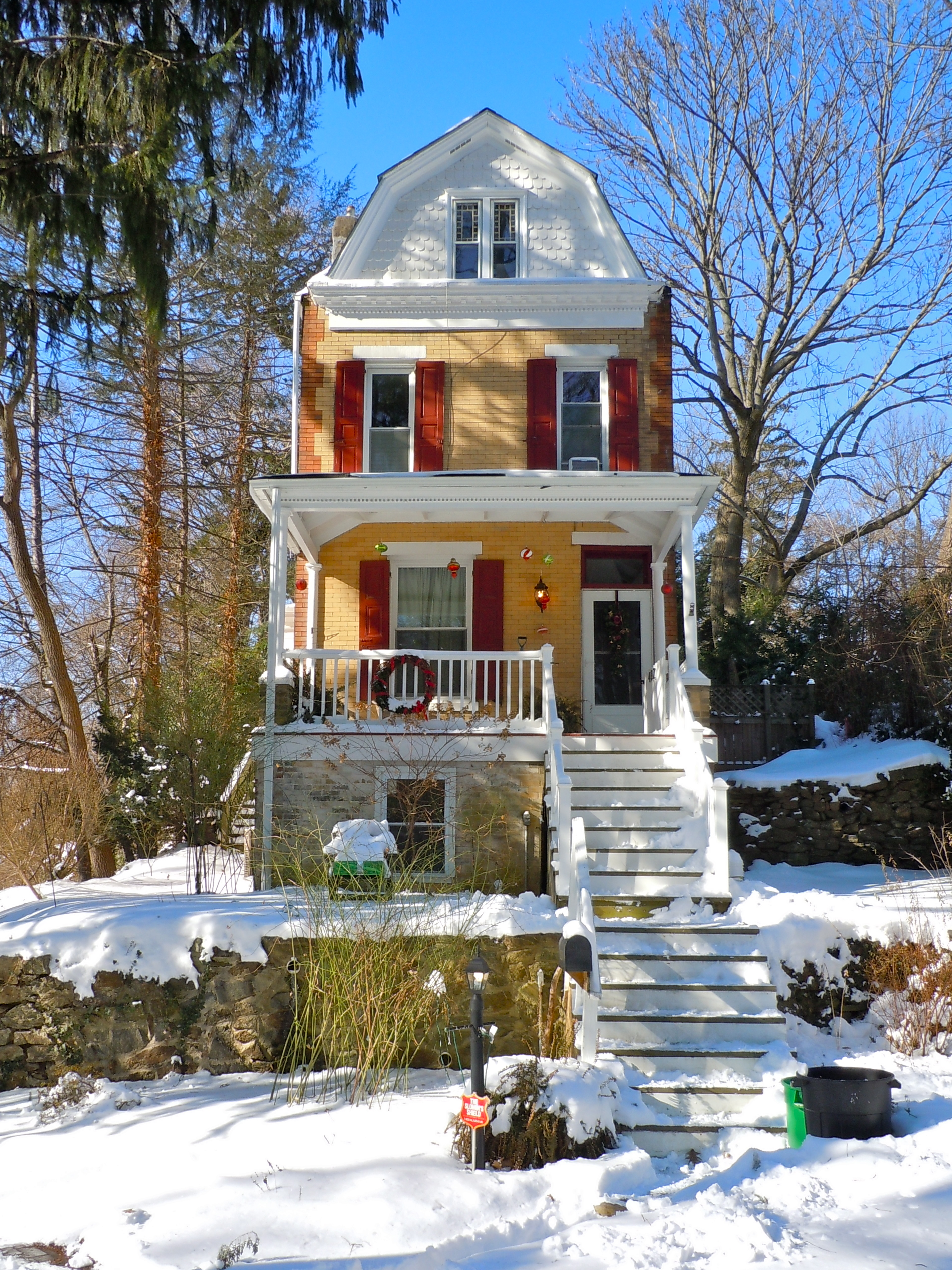
Das Haus der Naturforscherin in Media, Pennsylvania, wo Graceanna Lewis in den letzten Jahren ihres Lebens mit ihrem Neffen, dem Maler Charles Lewis Fussell, lebte

1885 zog Lewis nach Media und war wegen ihrer wissenschaftlichen Illustrationsfähigkeiten gefragt und fertigte zahlreiche Diagramme und Zeichnungen für verschiedene Vorträge und Veröffentlichungen an. 1893 malte sie für die Pennsylvania Forestry Commission eine Reihe von fünfzig Aquarellen von Baumblättern für die World’s Columbian Exposition in Chicago. Die Gemälde beeindruckten Joseph Rothrock, den Gründer der Pennysvlvania Forestry, und Lewis erhielt eine Bronzemedaille mit einem Diplom der Ausstellung. Die Gemälde wurden 1901 erneut auf der Pan-American Exposition in Buffalo und 1904 auf der Louisiana Purchase Exposition in St. Louis ausgestellt.
Lewis war in mehreren Gemeinschaftsorganisationen aktiv, darunter die Media Women Suffrage Association, deren Sekretärin sie einige Jahre lang war. Sie war in der Women’s Christian Temperance Union aktiv und Mitglied des Women’s Club of Media. Sie wurde 1870 als eine der ersten drei Frauen in die Akademie der Naturwissenschaften aufgenommen und war Mitglied des Delaware County Institute of Science und zahlreicher anderer wissenschaftlicher Gesellschaften. Sie veröffentlichte Artikel in The American Naturalist und Proceedings of the Academy of Natural Sciences.
Lewis starb 1912 nach einem Schlaganfall im Alter von 90 Jahren in Media.
Ihr zu Ehren wurde 2014 in der Gemeinde East Pikeland, Pennsylvania, im Chester County ein Historical Marker aufgestellt.

## Veröffentlichungen (Auswahl)
- Natural History of Birds: Lectures on Ornithology. Philadelphia: J.A. Bancroft, 1868.
- The Position of Birds in the Animal Kingdom. 1869.
- The Lyre Bird. American Naturalist, vol. 4, no. 6, S. 321–331, 1870.
- Symmetrical Figures in Birds’ Feathers. Philadelphia, McCalla & Stavely, 1871.
- The Development of the Animal Kingdom: A Paper Read at the Fourth Meeting of the Association for the Advancement of Woman. Nantucket, MA: Hussey & Robinson, 1877.